# Chandler Brewer
Chandler Brewer (Florence, 12 giugno 1997) è un giocatore di football americano statunitense che milita nel ruolo di offensive guard per i New Orleans Saints della National Football League (NFL).

## Carriera

### Los Angeles Rams
Brewer firmò con i Los Angeles Rams dopo non essere stato scelto nel Draft NFL 2019. Fu svincolato alla fine del training camp ma rifirmò con la squadra di allenamento il 1º settembre 2019. Fu promosso nel roster attivo il 13 novembre 2019. Brewer debuttò nella NFL il 17 novembre 2019 contro i Chicago Bears. La sua stagione da rookie si concluse con 7 presenze.
Brewer il 31 luglio 2020 decise di non scendere in campo nella stagione 2020 a causa dei timori legati alla pandemia di COVID-19.
Il 31 agosto 2021 Brewer fu svincolato dai Rams ma rifirmò con la squadra di allenamento il giorno successivo. A fine stagione vinse da inattivo il Super Bowl LVI dove i Rams batterono i Cincinnati Bengals.
Il 15 febbraio 2022 Brewer firmò un nuovo contratto con i Rams.

### Jacksonville Jaguars
Il 5 aprile 2023 Brewer firmò con i Jacksonville Jaguars.

### New Orleans Saints
Il 27 luglio 2024 Brewer firmò con i New Orleans Saints. Fu svincolato il 6 agosto.

### Tennessee Titans
Il 12 novembre 2024 Brewer firmò con la squadra di allenamento dei Tennessee Titans e in quella stagione disputò una partita. Il 6 gennaio 2025 firmò un nuovo contratto da riserva.

## Palmarès
- Super Bowl : 1

Los Angeles Rams: LVI
- National Football Conference Championship: 1

Los Angeles Rams: 2021